# シュヴィーツ・ハウンド
シュヴィーツ・ハウンド（英: Schwyz Hound）は、スイスのシュヴィーツ州原産のセントハウンド犬種である。スイス・ハウンドの1つに含まれる。ドイツ語ではシュヴィーツァー・ラウフフント（Schwyzer Laufhund）という。

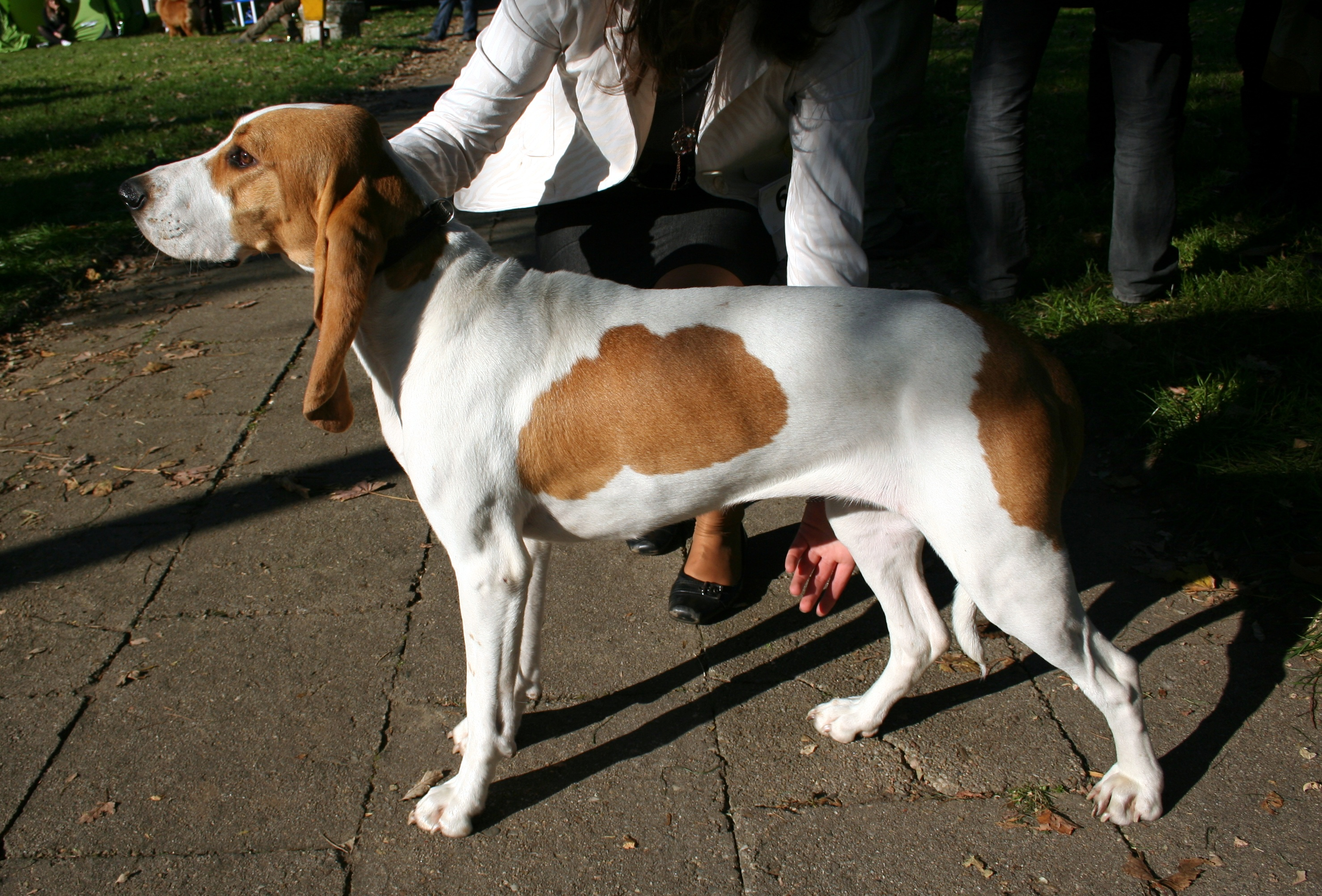
シュヴィーツ・ハウンド

## 歴史
シュヴィーツ地方の山間部での狩猟に適した犬種を目指して作られ、他のスイス・ハウンドと同じく千年近く前から使われてきた犬種である。
かつてはノロジカ猟をメインに行っていたが、それが減少した今日は主にノウサギやキツネなどの小型獣を狩ることに使われる。獲物の臭いを追跡し、発見すると俊足で追いかけて仕留める。
本種は地域限定の犬種で、大半の犬が原産地で実猟犬として飼育されている。スイス国内では稀に他の地域で飼育されているものもあるが、国外に輸出されたことはない。極めて希少な犬種で、保存会はあるものの絶滅が危惧されている。

## 特徴
シュヴィーツの毛色はホワイト・アンド・レッドである。ベースカラーはホワイトで、体の上部に布をかぶせたように紅い斑が入っている。コートは他のスイス・ハウンドと同じくスムースコート。引き締まった体つきをしていて、他のスイス・ハウンドと比べるとスリムで細身である。脚は長く、走るのは早い。スタミナよりもスピードがメインの犬種で、スイス・ハウンドの中では最も足が早いものであると言われる。頭部は小さめで、マズルは先が尖っている。胸は深い。耳は長めの垂れ耳、尾は飾り毛のない垂れ尾。体高46〜58cmの中型犬で、体重は他のスイス・ハウンドより軽い。性格は忠実で従順、状況判断力が高い。吠え声は猟犬のためよく響く。運動量は多めで、都心部での飼育には向いていない。